# Katastrofa nad jeziorem Nyos
Katastrofa nad jeziorem Nyos – katastrofa w północno-zachodnim Kamerunie nad jeziorem kraterowym Nyos (ok. 322 km na północ od stolicy Yaounde), która miała miejsce 21 sierpnia 1986 roku. Wskutek uduszenia dwutlenkiem węgla śmierć poniosło 1 746 ludzi, 3 500 zwierząt hodowlanych, tysiące sztuk bydła, antylop i gryzoni w promieniu 25-30 kilometrów od jeziora.
W nocy z 21 na 22 sierpnia 1986 roku w jeziorze Nyos doszło do limnicznej erupcji z dna jeziora, która uwolniła około 1,6 miliona ton CO2 (objętość do kilometra sześciennego) nagromadzonego w pokładach geologicznych pod powierzchnią zbiornika wodnego. Ponieważ CO2 jest gęstszy od powietrza, gaz spłynął po zboczu góry, w którym znajduje się jezioro Nyos, po czym wypełnił dwie sąsiadujące ze sobą doliny warstwą o grubości kilkudziesięciu metrów, zastępując tym samym powietrze i zanim zdołał się rozrzedzić, udusił większość mieszkańców i zwierząt podczas snu. Około 4 000 mieszkańców opuściło okolicę, wielu z nich zaczęło cierpieć na dolegliwości związane z oddychaniem, poparzenia oraz paraliż spowodowany przez inne szkodliwe gazy.
Woda w jeziorze, zazwyczaj błękitna, chwilę po wydobyciu się gazu zmieniła kolor na ciemnoczerwony. Stało się tak na skutek wyniesienia ku powierzchni bogatych w związki żelaza wód z jego głębin.
Z dna jeziora ulotnił się gaz o tak dużej objętości, że poziom wody obniżył się o około metr. Wyciek gazu prawdopodobnie spowodował również wylew wody z jeziora, który powalił pobliskie drzewa.
Geolodzy nie są zgodni co do powodów emisji gazów; mogło to być obsunięcie się ziemi lub mała erupcja wulkaniczna.

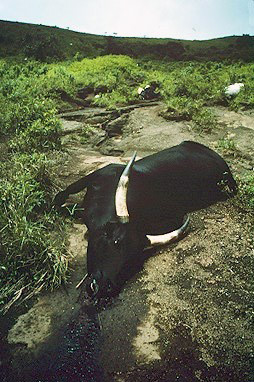
Padło tysiące sztuk bydła

W 2001 r. w jeziorze umieszczono niewielką instalację usuwającą nadmiar dwutlenku węgla z jego wód, zmniejszając częściowo zagrożenie podobną katastrofą w przyszłości. Za największą groźbę dla okolicy uważa się obecnie osłabienie wskutek erozji i podziemnych wstrząsów naturalnej tamy, która utrzymuje wody jeziora na zboczu góry.